# Vetenskapsåret 1779

## Händelser
- 23 mars - Edward Pigott upptäcker Törnrosagalaxen M64.
- 5 maj - Barnaba Oriani upptäcker spiralgalaxen M61 i stjärnbilden Jungfrun.
- Järnbron över floden Severn i Shropshire England fullbordas, den första bron helt i gjutjärn.
- Bry Higgins får patent på hydrauliskt cement (stucco) för användning som puts.
- Samuel Crompton uppfinner spinnmaskinen "den spinnande mulan".

## Pristagare
- Copleymedaljen – Ingen pristagare.

## Födda
- 5 januari - Zebulon Pike (död 1813), amerikansk general, "upptäcktsresande".
- 7 augusti - Jöns Jacob Berzelius (död 1848), svensk kemist.
- 7 augusti - Louis de Freycinet (död 1842), fransk upptäcktsresande.
- Elizabeth Philpot (död 1857), brittisk fossilsamlare och paleontolog.

## Avlidna
- 14 februari - James Cook (född 1728), brittisk upptäcktsresande.
- 16 november - Pehr Kalm (född 1716), svensk botaniker.
- Martha Daniell Logan (född 1704), amerikansk botaniker.